# Фуга (музика)
Фуга (од лат. fuga — „бекство”) је композициони принцип у музици, који се остварује низањем музичких имитација. Фуга може бити једини композициони принцип у музичком делу, али структуре рађене по овом принципу се могу налазити и у другим музичким формама, попут кантата, миси, концерата или увертира. Термин фуга се користио још у 14. веку да означи музички канон, а касније и имитације. Своје данашње значење овај израз је добио у току 17. века. У доба високог барока, фуга је постала засебан музички облик. Не треба је мешати са фугирајућом мелодијом, што је стил песме популаризован и углавном ограничен на рану америчку музику (тј. нота облика или „светог харпа“) и музику западне галерије. Фуга обично има три главна дела: излагање, развој и завршни унос који садржи повратак субјекта у тоничком кључу фуге. Неке фуге имају рекапитулацију.
Карактеристика фуге је комплексна разрада музичког мотива. Она почиње експозицијом у првом гласу, који други глас понавља за квинту више или кварту ниже. Остали гласови се уводе по сличном принципу. Најчешће их има 3 или 4. Фуге са два музичка мотива се називају двоструке фуге (постоје и троструке, четвороструке). Највећи мајстор компоновања фуга био је Јохан Себастијан Бах. У време после барока, фуга је сматрана застарелим музичким обликом. Неки од композитора новијег доба који су компоновали фуге су: Феликс Менделсон Бартолди (прелиди и фуге, опус 37), Жорж Бизе (шест фуга), Дмитри Шостакович (24 прелида и фуге за клавир, опус 87). 
У средњем веку, термин је био широко коришћен за означавање било којег дела у канонском стилу; до ренесансе, почео је да означава специфично имитативна дела. Од 17. века, термин фуга описује оно што се обично сматра најпотпунијим поступком имитативног контрапункта.
Већина фуга се отвара кратком главном темом, субјектом, који затим звучи сукцесивно у сваком гласу (након што први глас заврши са навођењем субјекта, други глас понавља тему другом тоном, а други гласови се понављају на исти начин); када сваки глас заврши предмет, излагање је завршено. Након тога често следи повезујући одломак, или епизода, развијена из претходно слушаног материјала; даљи „уноси” субјекта се затим чују у сродним кључевима. Епизоде (ако је применљиво) и уноси се обично смењују до „коначног уласка“ субјекта, до када се музика вратила на почетни кључ, или тоник, који често прати завршни материјал, кода. У том смислу, фуга је стил композиције, а не фиксна структура.
Ова форма је еволуирала током 18. века из неколико ранијих типова контрапунктних композиција, као што су имитативни ричеркари, капричо, канцоне и фантазије. Чувени композитор фуга Јохан Себастијан Бах (1685–1750) уобличио је своја дела према делима Јана Питерсона Свилинка (1562–1621), Јохана Јакоба Фробергера (1616–1667), Јохана Пахелбела (1653–1706), Ђиролама Фрескобала (1583-1643), Дитриха Букстехуде (око 1637–1707) и других. Са опадањем софистицираних стилова на крају барокног периода, централна улога фуге је опала, на крају је уступила место као сонатни облик и симфонијски оркестар је постао доминантан. Ипак, композитори су наставили да пишу и проучавају фуге у различите сврхе; појављују се у делима Волфганга Амадеуса Моцарта (1756–1791) и Лудвига ван Бетовена (1770–1827), као и савремених композитора као што је Дмитриј Шостакович (1906–1975).

## Етимологија
Израз фуга настао је у претходним вековима и потиче од француске речи fugue или италијанске fuga. Ово пак долази од латинске речи, такође fuga, која је и сама повезана и са fugere („бежати“) и fugare („јурити“). Придевски облик је fugal. Варијанте укључују fughetta (дословно, „мала фуга”) и fugato (одломак у фугалном стилу унутар другог дела које није фуга).

## Типови

### Једноставна фуга
Једноставна фуга има само једну тему и не користи инверзни контрапункт.

### Двострука (трострука, четворострука) фуга
Двострука фуга има два предмета који се често развијају истовремено. Слично, трострука фуга има три субјекта. Постоје две врсте двоструке (троструке) фуге: (а) фуга у којој се други (трећи) субјект представља истовремено са субјектом у излагању (нпр. као у Моцартовом Реквијему у Де молу или фуги Бахове Пасакаље и фуги у Це молу,  BWV 582), и (б) фуга у којој сви субјекти у неком тренутку имају своја излагања и они се комбинују тек касније (види, на пример, тропредметну фугу бр. 14 у Ф♯ молу из Баховог Добро подешеног клавира Књига 2, или још познатије, Бахове фуге „Света Ана“ у Е♭ дуру, BWV 552, трострука фуга за оргуље).

## Музички пример
- Фуга бр. 2 за 3 гласа у це-молу (7KB)ⓘ (Јохан Себастијан Бах)